# Cycethra
Genre
Cycethra est un genre d'étoiles de mer de la famille des Asterinidae.

## Liste des genres
Selon World Register of Marine Species (17 janvier 2015) :
- Cycethra frigida (Koehler, 1917) -- Océan Indien austral
- Cycethra macquariensis Koehler, 1920 -- Océan Indien austral
- Cycethra verrucosa (Philippi, 1857) -- Océan Pacifique sud-est

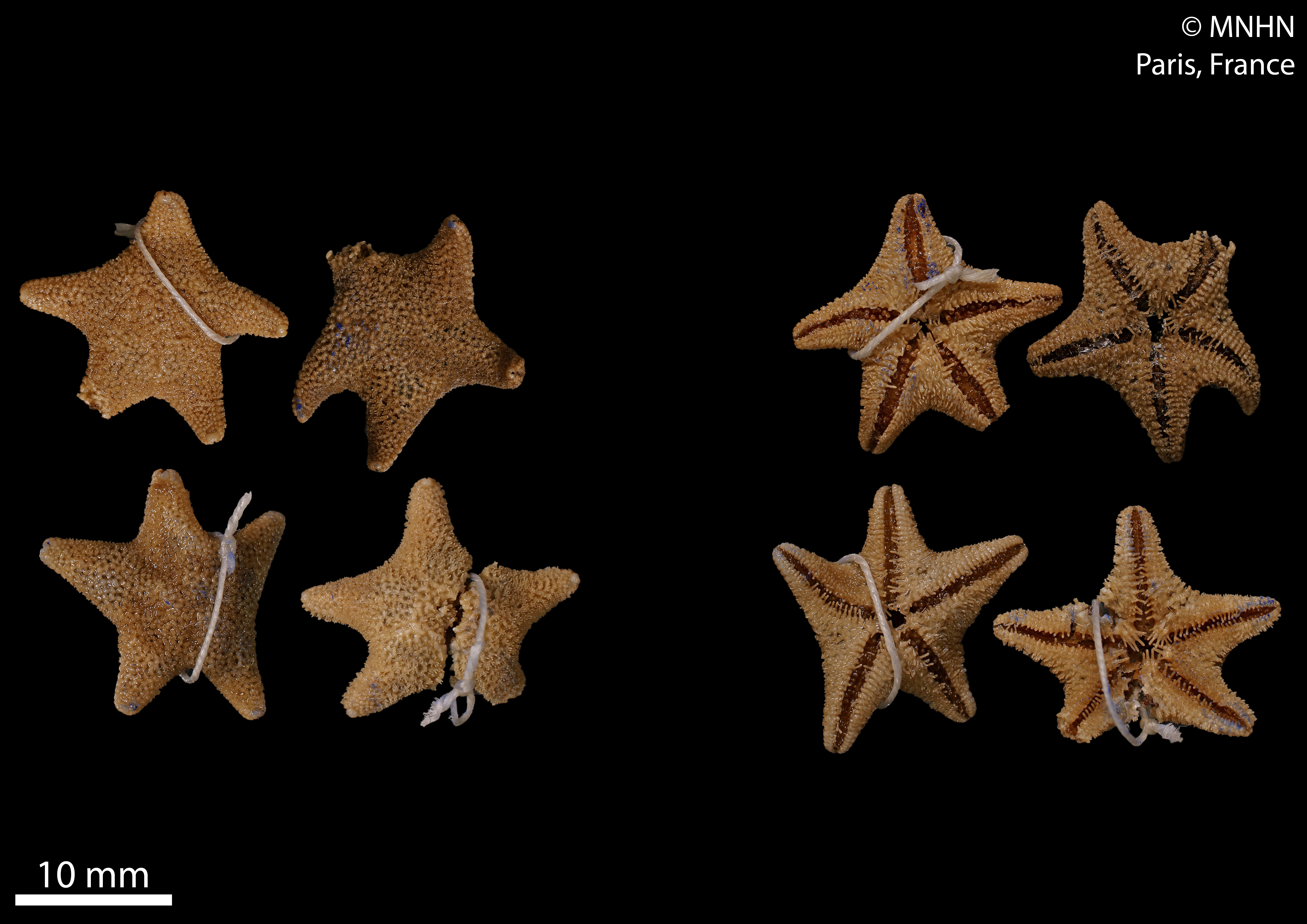
Cycethra frigida (MNHN).
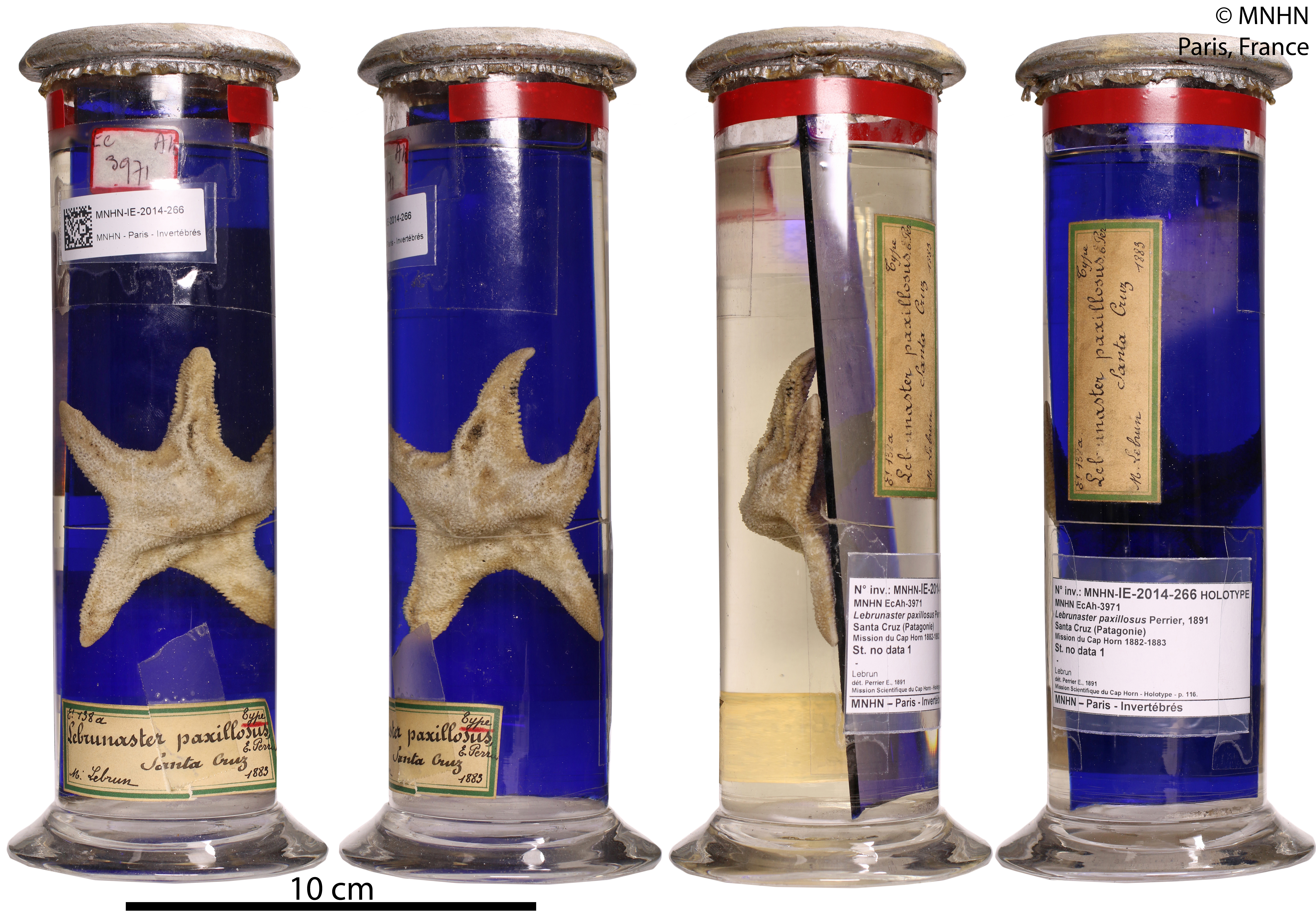
Cycethra verrucosa (MNHN).